# Acrocercops candida
Acrocercops candida är en fjärilsart som beskrevs av Turner 1947. Acrocercops candida ingår i släktet Acrocercops och familjen styltmalar. Inga underarter finns listade i Catalogue of Life.